# 99designs
99design 是一家成立于美国旧金山的在线商标设计公司，并且在墨尔本，柏林，伦敦和里约热内卢都设有分部。

## 服务
公司通过收集广泛性信息来源为其产品。用户能够申请众多的设计者为他们设计他们自己的网站，衣物，名片以及商标。最终用户筛选出最佳设计的设计者以奖金回报。

## 其他服务
1-to-1 projects。 1对1服务作为99designs 服务项目中的其中之一，是通过提供用户和设计者一个一对一沟通的途径去更加轻松的解决用户需求。在这个服务中，设计者可以被用户邀请成为他们的个人设计师，根据用户的个人喜好从而提出1对1 的设计方案。

Tasks。Tasks是99designs的另一个服务项目。Tasks的特点在于它提供用户们一个途径去根据自己的需要去匹配设计师。这是一项付费的便捷服务。通常情况下，设计师会在一小时之内完成所需要的设计。薪资从us$19起。之后，用户可以在设计完成之后与设计师沟通，在细节部位进行修改以便于获得用户和设计师都满意的设计作品。最终，用户可以从网站上下载器最终作品。而后设计师可以拿到相应的回报。
Ready-made logos. Ready-made logos这一服务是客户在24小时内可以找到满意设计的一种服务方式。用户可以在多于61，000个设计图形作品中挑选出自己喜欢的一个，与公司进行沟通。这一服务免去了用户征集设计作品之后再从中筛选的这一等待过程。用户可以根据自己的喜好进行稍微的添加和修改（例如字体，颜色以及名字等）。当设计作品完成后，用户会接受到一份公司设计产品的高清文档，并可以再最终定稿前稍加以润色，从而使得设计者和用户都对设计作品满意。

## 背景
99designs 是2008年由Mark Harbottle 和Matt Mickiewicz携手成立的于澳大利亚墨尔本的一家公司。公司在2010年开设了美国分部。2011年，该公司得到了来自Accel Partners和天使投资团的3500 万美金担保费。
在2012年， 99designs 收购了欧洲设计行业的12位设计师。2013年，公司在柏林成立了欧洲地区总部，并推出了其在德国、 法国、 西班牙、 荷兰和意大利的服务的本地化的系统。同年，公司还收购巴西设计公司LogoChef。
2015年，该公司筹资10万美元于战略合作伙伴的招聘会上对于其 SeriesB的支持，以扩大日本市场。 

## 获奖
- Webby People's Voice 获得最佳网络服务和应用程序奖(2010)